# 刘卫平
刘卫平（1959年5月—），男，江西万安人，中华人民共和国政治人物。江西大学中文系毕业，大学学历，文学学士。

## 生平
1977年7月参加工作，任江西省万安县涧田中学教师，后进入江西大学中文系学习。1983年6月加入中国共产党。毕业后分配到中共江西省纪委办公室，历任干部、主任科员、副处级纪检员、副主任等职。1996年3月，转任江西省旅游局人事教育处处长。2001年6月，转任中共南昌市纪委副书记，次月兼任市监察局局长，市人民政府党组成员。2003年10月，调任中共南昌市西湖区委书记。2006年5月，调任南昌市人民政府市长助理，市人民政府党组成员。同年11月，转任中共赣州市委常委、市纪委书记。2009年7月，任中共江西省纪委常委，同年9月兼任省监察厅副厅长。2011年9月，升任中共江西省纪委副书记。2012年7月，任江西省人民政府党组成员，同年9月兼任省监察厅厅长，同年12月兼任省预防腐败局局长。2014年9月，出任中共萍乡市委书记。2016年3月，升任中共江西省纪委常务副书记。2018年1月，当选为江西省政协副主席。2023年1月14日，换届卸任江西省政协副主席职务